# Свиатошинско–Броварска метро линија (Кијевски метро)
Координате: Недостаје географска ширина
Invalid arguments have been passed to the {{#coordinates:}} function
Свјатошинско–Броварска линија (украјински: Святошинсько-Броварька лінія) је прва линија кијевског метроа, која датира из 1960. године. Укључује неке од историјски значајнијих станица система, као што је Арсенална, која је на 105,5 метара најдубља на свијету и сљедећа станица Дњепар, која иако тунел прати спуштање, појављује се изнад нивоа тла.
Све станице на источној обали ријеке Дњепар су или приземне или изнад нивоа тла, што се приписује сличном експерименту као што је московска Фиљовска линија. Овде је топлија украјинска клима спријечила да се станице тамо озбиљно погоршају, због чега су проширења у 1968. и 1979. години задржана од одласка под земљу. Пет оригиналних станица су изузетно лијепе у архитектури и декорацији, јер су успјели да преживе борбу Никите Хрушчова са декоративним "додацима".
Линија Свјатошинско–Броварска сијече Кијев на оси исток-запад и тренутно се састоји од 18 станица. Обично је обојена црвеном бојом на мапама.

## Историјат

### Временска линија
| Segment                    | Датум отварања     | Дужина   |
| -------------------------- | ------------------ | -------- |
| Vokzalna–Dnipro            | 6. новембар, 1960. | 5.24 km  |
| Vokzalna–Shuliavska        | 5. новембар, 1963. | 3.24 km  |
| Dnipro–Darnytsia           | 5. новембар, 1965. | 4.15 km  |
| Darnytsia–Chernihivska     | 4. новембар, 1968. | 1.32 km  |
| Shuliavska–Sviatoshyn      | 5. новембар, 1971. | 4.23 km  |
| Chernihivska–Lisova        | 5. децембар, 1979. | 1.22 km  |
| Teatralna                  | 6. новембар, 1987. | N/A      |
| Sviatoshyn–Akademmistechko | 24. мај, 2003.     | 3.25 km  |
| Укупно:                    | 18. станица        | 22.64 km |

### Промјена имена
| Станица      | Претходно име(на) | Године     |
| ------------ | ----------------- | ---------- |
| Sviatoshyn   | Sviatoshyno       | 1971–1991. |
| Beresteiska  | Zhovtneva         | 1971–1993. |
| Shuliavska   | Zavod Bilshovyk   | 1963–1993. |
| Teatralna    | Leninska          | 1987–1993. |
| Chernihivska | Komsomolska       | 1968–1993. |
| Lisova       | Pionerska         | 1979–1993. |

## Станице
1. Академгородок
2. Житомирска
3. Свјатошин
4. Nyvky
5. Beresteiska
6. Shuliavska
7. Politekhnichnyi Instytut
8. Vokzalna
9. Universytet
10. Teatralna → Zoloti Vorota Add→{{rail-interchange}}
11. Khreshchatyk → Maidan Nezalezhnosti Add→{{rail-interchange}}
12. Arsenalna
13. Dnipro
14. Hidropark
15. Livoberezhna
16. Darnytsia
17. Chernihivska
18. Lisova

### Трансфер станице
Традиционално совјетско планирање метроа предвиђало је стварање прве линије, која би у неком тренутку у будућности била проширена и прешла будућим планираним линијама. Конкретно, линија Свјатошинско–Броварска има двије трансфер станице, мада је планирано још неколико за повезивање са будућим перспективним линијама метро система:
| # | Трансфер до                | На           |
| - | -------------------------- | ------------ |
|   | Obolonsko–Teremkivska line | Khreshchatyk |
|   | Syretsko–Pecherska line    | Театрална    |

## Возни парк
Линију опслужује депо Дарнитсиа (бр. 1), иако је прије 1965. године коришћен претворени трамвајски депо који се налази испод станице Дњепар. Након завршетка моста метроа, депо је демонтиран. Тренутно 28 пет вагона возова сетови су додељени линији. Већина њих су тип Е, Езх, Ezh1, Ем-501 и Ема-502 изграђени током касних 1960-их и раних 1970-их. Линија је некада служио вагонима типа Д, који су касније дати у Санкт Петербургу метроа. У 2014. години, неки од возова су обновљени и претворени у тип 81-7080/7081 или Е-КМ, са новим моторима, ентеријером и екстеријером.
Остали пројекти укључују додатне нове улазе за Вокзалну и планирани за Театралну.

## Планови за будућност
Пошто линија има најстарије станице у систему, неки показују тешке трагове од скоро пола вијека експлоатације и потребе за реновирањем. То укључује замјену покретних степеница, освјетљење и у неким случајевима декорацију. Конкретно, ово се односи на површинске станице које су изложене временским елементима. Једна од њих, Дарнитсиа, која ће у будућности постати важна трансфер станица за три линије, недавно је прошла комплетну реконструкцију, уз додатак новог западног улаза.